# Eupyra sarama
Eupyra sarama là một loài bướm đêm thuộc phân họ Arctiinae, họ Erebidae.